# 樊垣
樊垣（1529年—1613年），字伯師，號松坪，四川敘州府宜賓縣人，民籍。

## 生平
治《詩經》，由縣學生中式四川鄉試第二十五名舉人，會試中式第一百五十五名。年二十五歲中式嘉靖三十二年癸丑科第三甲第六十二名進士。兵部观政，授南直隶句容知县，升南户部主事，升员外、郎中。隆慶二年（1568年）出任湖广常德知府。

## 家族
曾祖樊永明；祖樊頃；父樊才良，聽選官；母龔氏。具慶下，妻張氏，弟翰；衛。